# Sybra miscanthivola
Sybra miscanthivola là một loài bọ cánh cứng trong họ Cerambycidae.